# De Witt, Nebraska
De Witt är en ort i Saline County i delstaten Nebraska, USA.